# Кризис лимита госдолга США (2023)
Кризис лимита госдолга начался 19 января 2023 года, когда США в очередной раз достигли установленного предела долга, что привело к риску дефолта. Кризис стал продолжением дебатов в Конгрессе о расходах федерального правительства в контексте растущего государственного долга. Министр финансов Джанет Йеллен заявила о принятии временных «чрезвычайных мер», предупредив, что выделенные средства могут закончиться уже 1 июня 2023 года; затем дата была перенесена на 5 июня. Предыдущее крупное противостояние по поводу лимита задолженности произошло в 2013 году, после этого верхняя граница несколько раз повышалась без каких-либо дополнительных условий. Последнее повышение имело место в декабре 2021 года. В ситуации 2023 года республиканцы в качестве предварительного условия для расширения лимита предложили сократить государственные расходы до уровня 2022 года, демократы настаивали на повышении без предварительных условий, как это происходило при администрации Трампа.
В случае полного исчерпания средств, Казначейству пришлось бы либо объявить дефолт по выплатам для держателей облигаций, либо сократить санкционированные, но не полностью профинансированные Конгрессом выплаты в адрес компаний и частных лиц. Обе ситуации привели бы к глобальному экономическому кризису.
Невозможность выпуска новых долговых обязательств привело бы к необходимости дополнительного сокращения расходной части бюджета США на сумму, эквивалентную 5 % размера американской экономики.
Согласно заявлению исследователя конституционного права Лоуренса Трайба, дефолт можно считать неконституционным из-за 14-й поправки, в случае возникновения подобной ситуации правительство будет обязано погасить свои долги, несмотря на достижение лимита.
Президент Джо Байден заявил, что рассматривал возможность применения 14-й поправки, но выразил сомнение в том, что мера поможет избежать дефолта, поскольку решение может быть обжаловано.
27 мая Байден и тогдашний спикер Палаты представителей Кевин Маккарти заключили соглашение об увеличении потолка долга при условии ограничения федеральных расходов.
Президент Байден подписал закон 3 июня 2023 года.

## Контекст ситуации

### Федеральный бюджет и дефицит

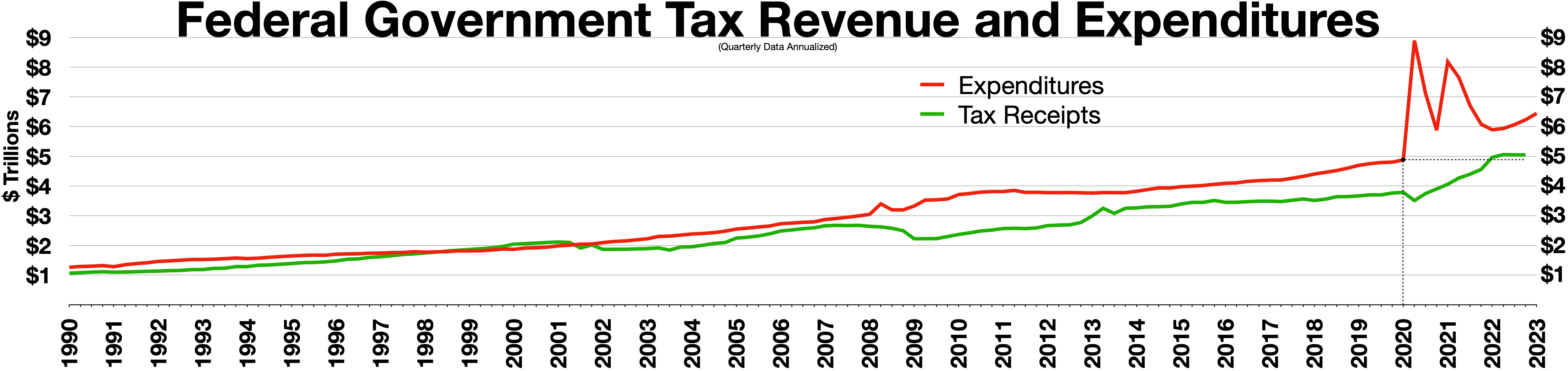
Доходы и расходы федерального правительства США.
Федеральные расходы
Налоговые поступления на федеральном уровне
Расходы до пандемии COVID-19

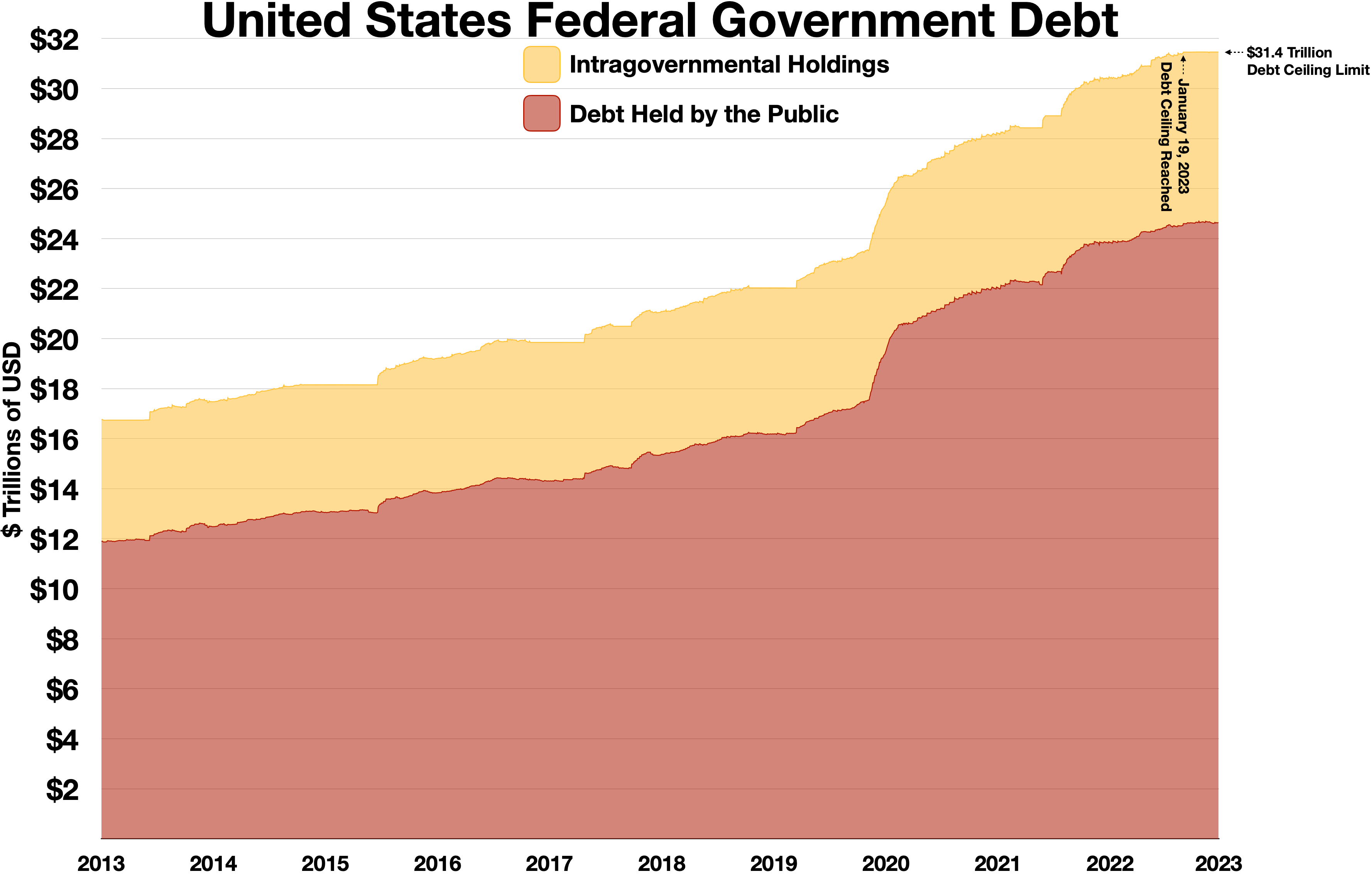
Долг федерального правительства
Межгосударственные займы
Займы на открытом рынке

В 2019 году чуть более 60 % федерального бюджета пошли на обязательные расходы (примеры таких расходов — социальное обеспечение, Medicare и Medicaid), еще 30 % — на дискреционные расходы, причем половина из них пошла на оборону. Оставшиеся 9 % пошли на оплату процентов по долгу. При этом ожидалось, что доля обязательных расходов и процентов по долгу в бюджете будут расти, а налоговые поступления — стагнировать. В 2022 финансовом году федеральное правительство получило 4,90 триллиона долларов, но потратило 6,27 триллиона долларов, чистый дефицит бюджета составил 1,38 триллиона долларов. Бюджет США был последний раз был профицитным в 2001 году, все последующие годы бюджет формировался с дефицитом. Финансирование дефицита требует заимствований со стороны правительства США. Согласно статье 1, разделу 8, пункту 2 Конституции США, только Конгресс имеет право занимать деньги «в счёт США».

### Лимит долга
Лимит долга США — это законодательный предел, определяющий допустимый предел долговых обязательств, которые может взять на себя Министерство финансов. Лимит был введен в 1917 году. Это произошло после голосования в Конгрессе за предоставление Казначейству права выпускать облигации для финансирования участия Америки в Первой мировой войне. В 1939 году Конгресс предоставил Казначейству право выпускать долговые обязательства и управлять ими, хотя и ограничил их объем. С 1939 по 2018 год Казначейство США увеличивало потолок госдолга в 98 раз. Казначейство имеет право проводить заимствования для оплаты федеральных расходов, в объеме определяемом Конгрессом.

### Сокращение дефицита и долга
По мнению экспертов и политиков, решение проблемы бюджетного дефицита и государственного долга потребует комплекса мер, включающего как повышение налогов, так и сокращение государственных расходов. Предыдущие планы повышения налогов включали сокращение количества отчислений, повышение ставок для высокооплачиваемых специалистов, а также введение новых налогов. Предложения по сокращению расходов включали, среди прочего, сокращение пособий по социальному обеспечению, снижение выплат по программам Medicaid и Medicare, а также сокращение расходов на оборону.
Реализация предложений на практике встречается со сложностями в связи с непопулярностью у граждан идей о сокращении социального обеспечения или повышении налогов. Исторически сложилось, что ни одна из партий, находясь у власти, не пожелала сокращать дефицит или долг, хотя этот вопрос часто лежал в основе избирательных кампаний.

### Доллар США как валюта займа
Доллар США широко используется в международной торговле и считается мировой резервной валютой. В связи с этим, иностранные кредиторы (включая Китай, Японию и Великобританию) являются крупными рынками для доллара. Это облегчает правительству США финансирование государственного долга за счет более низких процентных ставок по займам.

## Ответные действия и аналитика

### Сравнение с кризисом лимита долга в 2011 году
Агентство Associated Press отметило сходство ситуации с кризисом 2011 года: в обоих случаях контролируемая Республиканской партией Палата представителей требовала сокращения расходов в обмен на увеличение лимита долга. Тогда Палата представителей и администрация Обамы вели переговоры в течение нескольких месяцев, результат не был достигнут. По итогам неудавшихся переговоров индекс S&P 500 упал более чем на 16 % за месяц, предшествующий крайней дате.
В августе 2011 года, за два дня до объявления дефолта, в Сенате был достигнут компромисс между демократами и республиканцами, заключавшийся в договорённости о создании комитета по сокращению бюджетных расходов и повышении лимита заимствований.
В результате возникновения ситуации близкой к дефолту, кредитный рейтинг Америки был понижен до AA+ агентством Standard and Poor’s.

### Возможные последствия дефолта
Отмечалось, что растущая в США политическая поляризация осложнила процесс расширения лимита госдолга. Это вызвало рассуждения экономистов на тему последствий возможного дефолта.
Согласно одному из сценариев, в случае дефолта федерального правительства произойдет резкое снижение кредитного рейтинга США, вырастут процентные ставки по казначейским облигациям и кредитам, а выплаты пособий, социальное обеспечение и зарплаты военным будут прекращены.
Другими потенциальными последствиями дефолта были названы снижение потребительского доверия, рецессия, остановка примерно 10 % американской экономики, увеличение стоимости 30-летней ипотеки, потеря трех миллионов рабочих мест в США, а также увеличение государственного долга из-за более высоких процентных ставок.

### Сбор средств политическими партиями
В процессе борьбы за повышение потолка долга, партийные лидеры в Конгрессе параллельно осуществляли сбор денежных средств у своих сторонников. Лидеры республиканского Конгресса собрали около 10,4 миллиона долларов, а лидеры демократов — 5,7 миллиона долларов в течение первых трех месяцев 2023 года
Ряд демократов в Палате представителей и Сенате использовали борьбу за потолок долга в обращениях к своим сторонникам по сбору средств и сформулировали ее как предупреждение о потенциальных последствиях дефолта. Подобные сообщения исходили от лидера сенатского большинства Чака Шумера, сенаторов Джона Тестера и Шеррода Брауна, а также представителя Александрии Окасио-Кортес и сенатора Элизабет Уоррен.
Тему потолка госдолга также использовал сенатор-республиканец Тим Скотт в электронной рассылке для сбора средств.
Крайне правые республиканцы в Конгрессе также использовали тему лимита долга для активизации сторонников и сбора средств.